# عین شین قاف
عین شین قاف فیلمی به کارگردانی قاسم جعفری است که در سال ۱۳۹۳ ساخته شده‌است. نخستین نمایش فیلم در بخش مسابقه‌ی جشنواره‌ی مقاومت در سال ۱۳۹۵  صورت گرفت.

## خلاصه داستان
کتاب واله سرمد استاد ادبیات دانشگاه تهران با چاپ‌ها و جوایز متعدد او را به چهره‌ای شناخته شده بدل کرده، اما کسی نمی‌داند این داستان واقعی عشق و انتظار ۲۵ساله‌ی او برای مردی به نام پاشاست که به جنگ رفته و باز نگشته است. حالا پس از این همه سال انتظار و در شرایطی که واله داستان جدیدش را درباره‌ی نسل تازه و این موضوع که آیا این نسل هم می‌توانند  مثل  عاشقان کلاسیک پای عشق‌شان بایستند می‌نویسد، نشانه‌ها از پاشا یک به یک از راه می‌رسند تا واله مطمئن شود مردی که از او خواسته منتظرش بماند، سر قولش که بازخواهد گشت، ایستاده...